# Shamita Shetty
Shamita Shetty (Mumbai, 2 februari 1979) is een Indiase actrice.

## Biografie
Shetty maakte haar debuut in 2000 met grote sterren als Amitabh Bachchan, Shahrukh Khan en Aishwarya Rai Bachchan, in de film Mohabbatein. De film was een grote hit, ondanks dat het voor Shamita slechts om een bijrol ging is ze niet onopgemerkt gebleven. Ze trad in een aantal films op als danseres, speelde een negatieve rol in de films Wajahh: A Reason to Kill en Bewafaa, ze was samen met haar oudere zus Shilpa Shetty te zien in de film Fareb en in 2023 verscheen haar eerste internationale film The Tenant.

## Filmografie
| Jaartal | Film                             | Personage         | Notitie                      |
| ------- | -------------------------------- | ----------------- | ---------------------------- |
| 2023    | The Tenant                       | Meera             |                              |
| 2020    | Black Widows                     | Kavita Tharoor    | webserie                     |
| 2017    | Yo Ke Hua Bro                    | Suman Rao         | webserie                     |
| 2007    | Hari Puttar: A Comedy of Terrors |                   | nummer "Tutari"              |
| 2007    | Heyy Babyy                       |                   | cameo in nummer "Heyy Babyy" |
| 2007    | Cash                             | Shanaya Rao       |                              |
| 2006    | Mohabbat Ho Gayi Tumse           | Megha             |                              |
| 2005    | Fareb                            | Ria               |                              |
| 2005    | Zeher                            | Sonia Mehra       |                              |
| 2005    | Bewafaa                          | Pallavi           |                              |
| 2004    | Wajahh: A Reason to Kill         | Ishita            |                              |
| 2004    | Agni Pankh                       | Anjana            |                              |
| 2003    | Piliste Palakutha                | Shanti            | Telugu film                  |
| 2002    | Saathiya                         |                   | nummer "Chori Pe Chori"      |
| 2002    | Raajiyam                         | Pooja Karthikeyan | Tamil film                   |
| 2002    | Mere Yaar Ki Shaadi Hai          |                   | nummer "Sharara Sharara"     |
| 2000    | Mohabbatein                      | Ishika            |                              |